# 反共產國際協定
《反共產國際協定》（又稱防共協定）是德國與日本在1936年11月25日簽訂的反對共產國際及蘇聯的協定，由德国外交部长约阿希姆·冯·里宾特洛甫和日本驻德国大使武者小路公共签署:188–189。此協定後來陸續有其他國家加入。在1937年至1940年間簽署國只有義大利、匈牙利、滿洲國和西班牙國。1941年時，這個協定的簽署國包括了保加利亞、汪精衛國民政府、克羅地亞、丹麥保護国、芬蘭、羅馬尼亞、斯洛伐克:49。
協定包括3條正文、附屬議定書和秘密附屬檔案。主要內容有：締約國相約互通關於共產國際活動的情報，並緊密合作，協定和採取必要的防止措施；對“受共產國際威脅的第三國”採取防止措施，或共同邀請其加入本協定；設定常設委員會，協定反共事宜。秘密附屬檔案規定：當締約國一方遭到蘇聯進攻或進攻威脅時，另一方不得採取任何有利於蘇聯的行動並立即商討“保護共同利益”的措施；未經雙方同意，不得與蘇聯締結違背本協定精神的任何政治條約。該協定的簽訂是德、日、意法西斯為擴大對外侵略相互借重力量的產物，標誌著軸心國的初步形成。
签署国日本曾希望《反共產國際協定》能有效地成为一个反对苏联的联盟，但这是苏联人的看法。它还有一项秘密附加议定书，其中规定了专门针对苏联的德日联合政策。  然而，在法西斯意大利加入该条约，特别是在《莫洛托夫-里宾特洛甫条约》签订德苏和解后，它也逐渐获得了反西方和反英国的身份。
1939年8月，由于《莫洛托夫-里宾特洛甫条约》，日本与德国拉开了距离。《反共產國際協定》之后，1940年9月又签订了《三国公约》，该公约将美国，而非苏联，确定为主要威胁。但到了1941年12月，《三国公约》也实际失效。《反共產國際協定》随后于1941年11月续签，并且有几个新成员加入该公约。纳粹德国将签署《反共產國際協定》视为“忠诚的试金石”。
第二次世界大战结束后，《反共產國際協定》随之消亡。

## 背景

### 德国

#### 反共产国际
反共产国际，官方名称为德国反共联合会总协会:576，是约瑟夫·戈培尔于1933年成立的德国机构:573。其活动包括抹黑共产主义，抹黑苏联，推动反犹太主义宣传，争取国内外对纳粹政策的支持:574。它随后被置于阿道夫·埃尔特博士的领导之下。在埃尔特的领导下，共产国际因信奉无神论而被谴责为“无神”的:581。从1936年7月开始，西班牙内战成为反共产国际出版物的主要焦点:580。
1936年发行的《世界布尔什维主义》是该组织的重要出版物，该书将各种反共主义和反犹太主义的阴谋论联系起来。但此书没有在德国发行，以避免书中的各种描述与德国国家宣传之间的冲突:581。

#### 英德海军协定
1935年6月18日，英国和德国签署了《英德海军协定》，这让日本感到意外。它标志着阿道夫·希特勒为改善两国关系而进行的一系列尝试的开始。在希特勒看来，与英国的积极关系将削弱英国的盟友法国和意大利（当时仍是德国的竞争对手），并遏制苏联。希特勒后来还派遣里宾特洛甫前往伦敦，具体任务是确保英国加入《反共产国际公约》，并且表示英国加入该公约是他的“最大愿望”。
在日本，人们对该条约持怀疑态度。1935年7月4日，武者小路公共在一次大使馆会议上表示，日本匆忙与德国结盟是不明智的，因为他将英德海军协议解释为德国试图与英国结盟。自1931年九一八事变以来，美国和英国一直对日本怀有敌意，如果德国最终选择与英国合作而不是与日本合作，日本可能会被孤立。

#### 德国外交政策中相互竞争的权威和意识形态
德国外交政策的执行名义上由康斯坦丁·馮·諾伊拉特的外交部负责，但实际由约阿希姆·冯·里宾特洛甫领导。在那里，他可以独立于外交部执行希特勒的个人外交政策请求。这造成了两个军种之间的竞争。虽然希特勒青睐里宾特洛甫作为其个人外交政策的拥护者，但他至少在最初保留了诺伊拉特的职业外交官队伍，以最大限度地提高其政府在国外的外交合法性。日本驻柏林武官大岛浩是反共产国际条约谈判中日本方面最重要的一个人，他将德国的外交服务结构解释为“只有希特勒和里宾特洛甫决定外交政策，因此与他们的下属交谈毫无用处”。因此，大岛浩试图将谈判的任何重要步骤直接送到里宾特洛甫或希特勒的办公桌上。
里宾特洛甫是希特勒选择的个人外交官，但他个人对地缘战略外交的看法与希特勒在20世纪30年代末截然不同。希特勒主张对英国采取友好政策以消灭苏联，而里宾特洛甫将西方盟国视为德国的主要敌人，并设计了德国的大部分外交政策，包括《反共产国际公约》，目的是遏制大英帝国。当谈到日本时，里宾特洛甫认为，日本作为苏联的主要对手，但也可以转向苏联，从而使日本成为里宾特洛普反英联盟的合作伙伴。
1933年底，德国开始选择与日本结盟，违背了传统上亲华的德国外交部和广大德国公众的意愿。

#### 德苏战争间条约
魏玛共和国时期，德国与苏联签订了重要条约，包括1922年的《拉帕洛条约》和1926年的《柏林条约》。
在1936年11月25日签署《反共产国际公约》当天的一份照会中，里宾特洛甫通知武者小路公共，根据秘密附加议定书，德国政府认为这两项条约的条款无效。武者小路公共在同一天回复说，日本政府对德国的立场表示“真诚的满意”。这是日本政府坚持的结果，尤其是在1936年7月24日的一次请求中，澄清了该条约的任何一方与苏联之间过去双边条约的影响。

### 日本

#### 1919年种族平等提案，1922年华盛顿海军会议
日本在第一次世界大战中曾站在获胜的协约国一边。然而，作为1922年华盛顿海军会议的一部分，美国和英国成功地通过条约限制了日本的海军力量，并迫使日本交出了在第一次世界大战期间在中国取得的成果。尽管东京在会议期间获得了一些优势——它在太平洋上与美国和英国平分秋色，有权建立一支超过法国和意大利海军的海军，并被公认为世界上唯一的非西方殖民大国——但该条约在日本不受欢迎。日本民族主义者和日本帝国海军谴责了该条约的限制性方面。
在文化上，1922年的《华盛顿条约》被视为西方列强的又一次背叛，此前日本在国际联盟下保障种族平等的提议在1919年被拒绝。日本在20世纪20年代经历的经济衰退进一步加剧了这种国耻感，1927年日本昭和金融恐慌和1929年大萧条就是例证，这场危机也造成了政治不稳定和若槻禮次郎第一届内阁的倒台。德国历史学家Bernd Martin将华盛顿海军会议称为“日本的‘凡尔赛’”。

#### 日本社会军事化与侵华
1931年9月18日的奉天事变开始了1931年至1945年间日本在亚洲的侵略时期，有时被称为十五年战争。
欧洲列强对日本进攻中国的外交反应不足以阻止日本的前进，尽管中国继续向国际联盟发出呼籲。这次袭击之前没有东京的中央命令，而是关东军领导层的自主决定。被日本指挥官限制在中国东北部，希望这足以让欧洲的反应保持冷淡，从而进一步推进日本的进攻。事实证明，这一估计是准确的，尤其是英国非常乐意让日本在满洲继续前进，只要英国在中国南部和中部的利益不受干扰。即使在1932年1月28日的上海事变之后，英国人对日本的事业总体上仍然是友好的，对中国的援助也漠不关心。为数不多的例外是英国为实现上海市本身的和平所做的努力，英国在上海拥有直接的经济利益。
另一方面，日本对满洲国的绥靖在英国被视为一个积极的发展，最终将有助于驱散土匪活动。1932年2月，日本在中国东北部建立了一个傀儡国家，满洲国帝国，名义上由被废黜的清朝末代皇帝溥仪领导。
《利顿报告》将满洲冲突的责任牢牢地归咎于日本人之后，英国外交大臣第一代西蒙子爵约翰·西蒙在1932年12月7日的演讲中没有谴责日本，随后赢得了日本政治家的青睐，如松冈洋介，他认为英国方面的冷淡反应进一步鼓励了日本人在中国的发展。1933年2月，由于利顿报告，日本退出了国际联盟。
塘沽停战结束了满洲的敌对状态，但日本在中国的野心尚未得到满足。1933年至1936年间，日本外务大臣广田奉行“广田的友好外交”——广田和友外交。根据1934年的天羽声明，日本将自己视为整个东亚的保护力量，反映了1823年门罗主义下美国在美洲的作用。这种姿态再次得到了欧洲列强的允许，内维尔·张伯伦甚至试图在1934年谈判一项英日互不侵犯条约，以改善英国与日本的关系。广田的外交政策领导层秘密地为日本外交设定了一系列雄心勃勃的目标。这包括满洲国的工业建设，通过征服从华北获得资源，征服西太平洋和东南亚，以及为对抗苏联的战争做准备。
1934年10月，日本军队出版了一本名为《国防的本质和加强国防的建议》的小册子，直接反对东京文官政府同时（至少是半心半意）试图进行的外交和解（以前首相幣原喜重郎的名字命名为“幣原外交”）。这本小册子要求外交和国内政策的各个方面完全服从于“国防”和国家为全面战争做准备的包罗万象的问题。它进一步谴责“合作外交”，赞扬日本退出国际联盟的决定，并呼籲日本接受自己的命运，制定未来100年的伟大计划。
军方随后继续在没有事先与文官政府协调的情况下出版带有公开政治内容的小册子。1936年11月，大约在《反共产国际公约》缔结的时候，陆军小册子《完善军队的准备和所需的精神》主张加强军队，并公开呼籲改革文官政府和日本国家，以更好地适应军队的目标。

#### 关于日本外交政策的国内权力斗争
日本历史学家石田憲将日本帝国的制度称为“没有顶点的圆锥体”。日本帝国陆军、日本帝国海军和日本外务省都有自己的议程，关于日本应如何调整其外交政策。日本的制度是高度传统的，以裕仁天皇的精神和社会文化价值为基础，它也涉及到朝廷，作为这三个敌对团体与天皇之间的缓冲，这使裕仁能够逃避对该制度可能产生的任何失败和挫折的直接政治责任。

#### 日苏渔业条约谈判与边界争端
在谈判《反共产国际公约》时，日本政府也在与苏联政府就日本海捕鱼权进行谈判。由于《反共产国际公约》在德国和日本之间针对苏联的秘密附加议定书是禁止任何一个国家在未经《反共产主义公约》另一方明确同意的情况下与苏联签订政治条约，日本大使武者小路公共担心该公约是否会对日苏谈判产生影响。他在11月25日条约签署后给里宾特洛甫的一封信中询问了这一问题，还提到了日本控制的满洲国与苏联之间的边界问题。里宾特洛甫证实了德国政府的同意的意见，即日本是自治的，可以自由处理在同一天的答复中提到的问题。

### 德国与日本的思想异同
《反共产国际公约》与其说是一项实际的政治承诺，不如说是一份声明，该声明是一种相互的意识形态结盟和外交依赖。这两个国家都有非常具有政治意义的种族意识形态的例子，德国的阿爾弗雷德·羅森堡和日本的大川周明成为了主要的种族主义理论家。1933年纳粹掌权后，羅森堡得到了政府的支持，成为党内的核心人物，而大川周明的支持者则更为有限。大川周明的主要支持者是年轻的民族主义军官，尤其是1931年煽动日本首次入侵中国东北的关东军军官。1936年末，二宫武夫出版了颇具影响力的外交政策小册子《指导日本外交的独特原则》，进一步推动了大川的工作。在这本小册子中，武夫围绕基于传统日本精神价值观而非西方帝国主义的种族正当扩张主义政策，阐述了日本外交的长期发展方向。二宫的小册子在20世纪30年代末和40年代初即将进入日本国家政治的年轻官僚和学生中尤其受欢迎。
德国和日本媒体广泛报道了共产主义，并将其视为颠覆德国和日本精英政治的真正威胁。由于日本对彻底的军事同盟持保留态度，《反共产国际公约》被概念化为反共协议，而不是彻底的军事联盟。然而，日本军事机构担心苏联军事实力的增长，早在1929年，日本驻欧洲武官就专门召开了关于苏联潜在威胁的会议，讨论潜在的对策。1936年8月8日，日本政府发布了一份内部文件，明确证明德日同盟是对苏联在亚洲构成的日益严重的威胁以及日本和德国在苏联问题上的利益密切相似的回应。这份文件还透露了将其他欧洲、伊斯兰和亚洲国家纳入反苏公约的意图，并特别指出波兰是加入该公约的潜在候选国。
日本和德国运动都厌恶国际联盟，两国都在1933年退出了国际联盟。这两个国家的外交对手名单相似：英国、美国和苏联。
虽然德国和日本关于雅利安人和大和人优越性的种族意识形态分别显示出相似之处，但从逻辑上讲，这些相似之处应该会降低结盟的可能性，因为这两个国家的法西斯主义者认为彼此在种族上处于劣势。事实上，希特勒的《我的奋斗》特别将日本人列为三个文化层次中第二个种族群体的例子，这是从最高的雅利安人种族中退出来的。为了防止德国种族主义思想导致外交复杂化，德国在国家控制的媒体上的种族主义宣传偏离了日本人民的话题，以免激怒日本。

### 共产国际第七次世界大会
1935年7月，在共产国际第七次世界代表大会上，根据季米特洛夫1934年在法国和奥地利的经历向苏联政府提出的建议，共产主义国际彻底改变了共产党在民主制度中的路线。共产主义运动没有将民主和法西斯政党视为政治联盟（社会法西斯主义），而是被鼓励与左翼和中间派势力结盟（人民阵线的政策），以防止右翼势力得势。
在外交上，第七届世界大会还提出了苏联的“集体安全”政策，苏联将试图与西方民主国家结盟，以对抗法西斯政权。第七届世界大会特别宣布法西斯德国和仅次于波兰的日本是世界上主要的战争煽动者之一。
这一宣言加速了里宾特洛甫争取德日联盟对抗苏联的努力，或者至少承诺在其中一个国家之间发生战争时不支持苏联。共产国际政策的这种变化也使欧洲法西斯分子迫切需要阻止左翼民众阵线的加强。

### 中国在德日关系中的作用
中华民国是德国的重要伙伴，但也是日本帝国的死敌，因为日本在1931年入侵了满洲。尽管里宾特洛甫希望让中国和日本都参与他的反共集团，但持续的敌对行动和最终爆发的战争使德国的矛盾立场，包括中德军事合作以及亚历山大·冯·法尔肯豪森和其他蒋介石军事顾问的地位，成为两个亚洲国家的严重关切。此外，中国是德国企业在亚洲最大的贸易伙伴。中国也受到德国军事机构和军火工业的青睐，因为中国军队是德国军火制造商和重工业的重要客户，例如当时国民党的军队有一部分是德械师，即装备德国武器和装备的军队。中国对德国的出口，包括锡和钨的出口，也被视为至关重要。
在担任日本驻德国大使期间，武者小路公共将破坏德中经济和外交关系作为自己的目标之一。在德国的外交事务中，里宾特洛甫倾向于与日本合作，而诺伊拉斯则倾向于与中国结盟。
关于德国在中日之间的外交矛盾，德国外交部门的一个主要问题是承认1931年日本入侵中国东北后在满洲国建立的日伪国家。德国驻东京大使赫伯特·馮·德克森从1934年初开始建议承认满洲国，这将清楚地表明德国支持日本扩张主义，并会扰乱德国的中国伙伴。由于中国政府可能会感到愤怒，而苏联政府可能会对德日协约试图包围的潜在看法感到担忧，这种对满洲国的承认最初遭到了诺伊拉特和外交部的反对。作为对承认满洲国最初请求的回应，德克森被指示避免“与日本建立任何可能使德国被怀疑希望对俄罗斯提供援助的密切关系”。德国对任何针对苏联的进攻都持谨慎态度，这源于柏林的印象，即1934年日本受到外交和军事包围的严重威胁。具体而言，德克森还被指示密切关注日本和苏联之间潜在战争的任何迹象，德国人认为，如果战争爆发，苏联可能会得到西方民主国家的援助，尽管这场潜在的战争并没有立即到来。无论如何，德国外交部门不惜一切代价避免卷入这样的冲突。
就日本而言，到1934年，日本的政治和军事机构也不太确定希特勒新政府在德国的作用，东京认为希特勒新政府将试图与苏联保持和平关系，避免与莫斯科的敌人公开结盟。日本感到的不信任在一定程度上是由德国和中国之间的密切关系造成的，而德国和中国又被视为苏联对抗日本的盟友。
1938年，在日本的压力下，法尔肯豪森违背自己的意愿被召回德国。1941年12月9日，在日本袭击珍珠港和美国加入第二次世界大战之后，中国最终以德国和意大利支持日本侵略为由，向德国和意大利以及日本宣战。

### 法国的不稳定
法兰西第三共和国的国内局势不稳定。这为法国的竞争对手，尤其是德国，提供了扩大影响力的机会，同时削弱了法国的欧洲伙伴，如波兰和捷克斯洛伐克。
在法国人民阵线的支持下，莱昂·布鲁姆的内阁于1936年6月掌权。法国国内的社会不稳定和政治暴力使得法国政府在运用法国广泛的外交和军事权力时小心翼翼，效率低下。希特勒预计法国的人民阵线会导致类似西班牙内战的局面，他于1936年10月6日向法国大使公开宣布，德国不会将共产主义接管法国视为国内事务。
在法国的外交政策中，1934年的《德波互不侵犯条约》引起了人们对法国在东欧联盟体系稳定性的担忧，导致法国对苏联的重新调整，最终形成了1936年的《法苏互助条约》。

### 德国、意大利和苏联参与西班牙内战
在西班牙内战中，德国支持民族主义者，支持苏联共和党人，这增强了德国领导层的紧迫感，即建立某种反苏军事安排，以对抗苏联的潜在侵略。西班牙民族主义者也得到了墨索里尼的意大利（Corpo Truppe Volontarie）的援助，但意大利对潜在的反共或反苏协议的态度最初与德国的立场相反：意大利人认为签署反共条约是多余的，正如意大利的反共承诺在意大利的观点中充分证明了他们对西班牙民族主义者的支持。
德国人认为，西班牙内战是共产国际第七次世界大会专门针对德国（和日本）的教义确实影响地缘政治的具体证明。

## 创造

### 里宾特洛甫和大岛浩的早期设计
在英德海军协定和第七次世界大会之后，德国人里宾特洛甫于1935年10月设想了一个可能涉及日本帝国和中华民国的反共外交体系。这一想法得到了日本方面的支持，当时的日本驻柏林武官大岛浩，尽管岛更关心的是日本对中国的征服，而不是日中对抗苏联的平等联盟。只要日本继续占领满洲，中国的国民政府就不愿意与日本达成协议，所以大岛和里宾特洛甫起草了一份德日双边条约。
最初，该条约定于1935年11月签订，并向中国、英国、意大利和波兰发出邀请。然而，德国军方和外交领导层阻碍了该条约的实现，因为他们担心德国与中国的关系会破裂。此外，外交部长康斯坦丁·冯·诺伊拉斯嫉妒里宾特洛甫在外交部控制之外的外交政策中的崇高地位。
虽然该协议的最初设计来自里宾特洛甫局，但大岛浩本人曾于1938年至1939年和1941年至1945年担任日本驻德国大使，在该协定的大纲中对日本方面产生了很大影响。虽然东京政府在制定该协议时并不是特别积极，但大岛和日本驻柏林大使馆的工作人员却积极主动。1935年7月4日，当武者小路公共向大使馆工作人员表明他对德国意图的怀疑时，大岛是工作人员内部分歧的主要来源。
无论如何，武者小路公共最终向日本政府提出建议，只要不导致日本与英国和美国关系恶化，就只寻求与德国结盟。大岛是一位坚定的反共主义者，也是日本干预西伯利亚的老兵，他利用自己在德国的良好关系，以及与阿勃維爾威廉·卡纳里斯的关系，在未经武者小路公共授权的情况下，在大使馆内推进亲德和反苏议程。1922年，当他第一次来到德国时，他最初对魏玛共和国的军事和政治弱点感到厌恶，1933年国家社会党上台后，他成为阿道夫·希特勒的崇拜者，并得出结论，“新德国有一些事情值得认真考虑”。大岛的德语说得很流利，这对他很有帮助。 
他对纳粹党政府的积极倾向使他在日本帝国陆军的反苏设计中发挥了作用，日本帝国陆军旨在通过与德国结盟来包围苏联，最终计划进军西伯利亚，以确保其自然资源为日本所用（北進論）。大岛最高司令部的指示是调查德国政府的稳定、德国军队的未来以及德苏军事和外交关系的状况。
大岛勤奋地完成了他的任务，甚至美国武官休·W·罗文（Hugh W.Rowan）也注意到了他对德国军事机构的频繁访问和视察，他的任务之一是观察日本在柏林的秘密活动。罗文很快就确信大岛“可以获得德国军队掌握的重要技术信息”。苏联构成的威胁仍然是大岛主要关心的问题，他积极寻求德国关于苏联军事实力的所有信息。他与阿布韦尔的加纳里斯的上述关系在很大程度上也是基于德日情报部门可能合作对抗苏联的前景。到1937年，他还与后来的OKW负责人威廉·凯特尔建立了密切的联系。
大岛在魏玛共和国时期的一位老伙伴弗里德里希·威廉·哈克在1934年加入了新的里宾特洛甫。哈克是大岛、卡纳里斯和德国国防部长维尔纳·冯·勃洛姆堡之间的联络人，从1935年初开始在弗赖堡组织会议。哈克在为大岛建立个人联系方面发挥了重要作用，是大岛和约阿希姆·冯·里宾特洛甫之间最重要的纽带，大岛认为里宾特洛甫是继希特勒之后德国方面最重要的人物。大岛第一次与里宾特洛甫会面是在1935年3月。  根据希特勒在纽伦堡的证词，里宾特洛甫向希特勒报告说，他“个人与日本人有某些联系”。历史学家卡尔·博伊德（Carl Boyd）将此解释为通过哈克建立的与大岛的联系。在希特勒的初步批准下（希特勒不确定大岛的权威，希望里宾特洛甫了解日本军队高层的意见），大岛和里宾特洛夫之间的谈判于1935年秋天全面展开。

### 谈判

#### 1935
从10月的会议开始，在某个时候希特勒本人也参加了会议，大岛提出了他的想法，即在苏联袭击两国之一时提供互助。在这一点上，大岛给日本军队的电报对谈判的外交潜力充满热情，包括建立公开的德日军事联盟的可能性，尽管当时双方都对达成一项影响较小的协议感到更为满意，即在苏联对另一方发动战争时不援助苏联。这样的“无援助”协议更容易融入每个国家各自的大战略。大岛的广泛参与对反共产国际条约的形成至关重要，但也引起了日本军事和外交领导人的一些不安，因为大岛与里宾特洛甫甚至希特勒本人的未经授权的外交合作远远超出了他的军事任务。但是，像大岛这样的下级军官可能会因为与外国政府首脑的鲁莽交往而受到严厉惩罚，大岛的进步得到了日本超级军国主义者的积极认可，他们同情希特勒的政策，并对大岛的成功印象深刻。
1935年10月下旬，日本陆军总参谋长闲院宫载仁亲王表示，日本陆军对与德国达成协议持积极态度。闲院宫是大岛的父亲、1916-1918年的日本陆军大臣大島健一的亲密伙伴，因此积极倾向于大岛在欧洲的活动，很可能是大岛在超越最初任务问题上的保护者之一。 
闲院宫指派了一名总参谋部情报官员若松只一在柏林执行一项任务，该任务涉及确定德国对德日针对苏联的协议的态度。1935年11月和12月，若松岛、大岛和维尔纳·冯·勃洛姆堡之间的会议收效甚微，尽管若松表示日本军队普遍愿意与德国谈判一项条约。他对里宾特洛甫局在德国外交部门的半官方地位表示怀疑。
然而，日本国际协力团原则上仍然对这一想法持开放态度，若松于1935年12月离开德国前往日本，双方都同意寻求政府批准该协议，若松和闲院宫总体上没有准备好应对大岛在其信息中报告的显著进展以及由此产生的德日条约的潜在规模。
1935年底，苏联红军情报部门截获了大岛和日本总参谋部之间的几封秘密电报。这一信息被转发给了苏联驻日本大使馆，美国大使馆也从中听到了德国和日本之间正在进行的秘密谈判的消息。这标志着苏联第一次被证实收到正在进行的反共产国际条约谈判的消息。

#### 1936
德国外交部和里宾特洛甫之间的矛盾在谈判过程中再次显现出来。驻东京大使德克森不是从德国外交部获悉正在进行的会谈，而是从日本总参谋部获悉的。德国外交部长康斯坦丁·冯·诺伊拉特在得知希特勒的情况后，反对建立德日条约。首先，他关心中德关系，认为日本对德国的重要性不如中国；其次，他希望避免外交部将外交政策权力从外交部转移到里宾特洛甫身上，在那里他将里宾特洛夫视为自己立场的对手。在日本，由于重要文件在1936年1月至2月间在日本外务省的官僚机构中丢失，这件事陷入了停滞，因为这些文件在到达外务大臣广田Kōki或他的副手茂光彻之前就被低级别官员丢弃了。
直到1936年3月，在2月26日失败的军事政变和德国对莱茵兰的重新军事化引发的日本动乱之后，这件事才传到新任外相八重手中，八重与当时在日本的驻德大使木沙努克吉和几名高级陆军官员讨论过。在那次会议上，军务长官町次里是唯一一个赞成德国和日本之间建立彻底军事联盟的人，而有田八郎、重光葵、寺内寿一和武者小路则赞成以更谨慎的方式达成专门针对共产国际的协议。然而，他们高估了自己在柏林的权威，大岛仍然是德国人的主要谈判伙伴，而且他个人不愿意向外交部官员放弃任何新发现的外交重要性。为了防止与日本军队发生冲突，有田和武者小路不得不精心安排一个新的位置。从技术上讲，大岛作为武官是日本军队的下属，而不是外务省的下属。虽然支持反共产国际版本的协议，但他们仍然赋予岛作为军方代表谈判达成全面联盟的能力。武者小路被指示对德国人采取被动立场，让他们发起谈判，以免看起来像日本外务省在向前迈进。
在德国方面，1936年3月27日的《法苏互助条约》增加了对苏联后方强大伙伴的需求，以防止完全包围。此外，希特勒希望，如果德国对共产主义做出足够强硬的姿态，法国对苏联的忠诚可能会促使反共的英国政府与德国达成协议。因此，谈判于1936年10月23日恢复，协定于同年11月25日敲定并签署。法国和苏联之间的条约，以及共产国际第七次世界大会加强了共产主义者和社会主义者之间的合作，使共产主义PCF在1936年法国选举中的选票增加了一倍。随着欧洲政治左派的内讧减少，德国政府重新评估其立场变得更加紧迫。就在里宾特洛甫和武者小路草签协议草案的同一天（10月23日），康斯坦丁·馮·諾伊拉特与意大利外长加莱阿佐·齐亚诺签署了一项秘密的九点协议。
然而，德国在日本的意识形态接近性和军事潜力与中国的经济价值之间的外交矛盾仍在继续，诺伊拉特仍然支持德国与中国结盟。1936年4月，德国与中国签订了一项重要的商业条约，给予中国1亿马克的信贷，用于购买德国的工业和其他产品。1936年夏天，希特勒本人在诺伊拉特和外交部不知情的情况下，开始重新评估中日两国在德国外交关系中的重要性。希特勒批准与日本人进行新的谈判。
同年晚些时候，当德国驻东京武官尤根·奥特暂时返回德国参加军事演习时，他对日本军队愿意与希特勒缔结条约表示乐观。
寺内在1936年5月通知大岛，为了恢复两派之间的和谐，军队将把谈判的控制权交给了外务省，但在非正式场合，大岛仍将是日本的主要谈判代表，而武者小路公共的角色将更具仪式性。7月，武者小路要求里宾特洛甫局提交一份拟议条约草案，该草案由里宾特洛甫局的东亚专家之一赫尔曼·冯·劳默尔博士（Hermann von Raumer）起草。但是，可能是按照里宾特洛甫的指示行事的劳默尔并没有立即将这份草稿交给武者小路，而是首先将其交给了当时正在参加拜罗伊特音乐节的大岛。7月22日，岛、里宾特洛甫、劳默和希特勒在拜罗伊特会面，希特勒在那里对劳默的草稿进行了一些个人编辑。直到那时，草案才被出示给大使武者小路公共。

### 日本的反对意见和最终调整
希特勒签署的这份初稿似乎已经被历史遗忘了，因为日本大使对它进行了一些修改，根据志贺在远东国际军事法庭上的证词，这些修改的目的是让它不那么“宣传性”，更像“商业性”。代表再次担任日本外相的有田，Tōg 333;希望废除希特勒设想的所有军事条款。因为希特勒的草案丢失了，所以不可能说这些是什么，但从上下文来看，它们似乎既是对苏联的防御联盟，也是对苏联的进攻联盟，因为东乡，暗示他们在某些时候也具有攻击性。
1936年7月24日，日本政府经过深思熟虑，正式要求《反共产国际公约》仅限于情报和信息交流，以避免与苏联发生不必要的外交复杂关系。日本政府还特别要求避免任何直接联盟，只要求在发生袭击时进行协商，即使是在秘密协议中。此外，日本政府要求澄清，在其中一方对苏联的战争中，任何义务都是专门防御性的（以避免在不合时宜的时候被卷入德国对苏联的进攻性战争），并避免在条约中，甚至在秘密议定书中具体点名苏联。前两个请求进入了《反共产国际公约》的最终版本，但第三个没有。苏联的名字只在条约的公开部分被避免，最终确定的《反共产国际公约》的秘密议定书仍然专门提到苏联。
此外，日本政府还要求澄清未经前苏联同意禁止与苏联签订双边条约的规定，担心条约的措辞会允许德国维持与苏联签订的现有双边条约，包括《拉帕洛条约》（1922年）和《柏林条约》（1926年）。具体而言，后一项条约是德苏中立条约，甚至得到了反共纳粹的支持，在日本被视为与反共产国际条约的拟议条款相矛盾。德国政府认为《反共产国际公约》足以推翻《柏林条约》的条款，而日本政府对这一解释感到满意，只要它作为秘密附录附在该条约之后。
日本政府在其内部备忘录中也强调了避免英日关系因该协议而恶化的极端必要性。日本曾希望《反共产国际公约》能够吸引英国的反共圈子，修复两国关系。在协议达成后，这将被证明是一个误判。
岛在不服从外交部的最后一次行动中向希特勒建议，如果条约中的反苏条款被秘密添加到协议中，外交部的反对意见可以得到挽救。最终，外交部屈服于军队的压力，同意对该协议进行秘密军事补充。1936年8月16日，里宾特洛甫通知希特勒，与武者小路公共和岛进行的谈判导致大使宣布日本政府原则上愿意批准该协议。 里宾特洛甫在给希特勒的一封信中评论了日本政府对该条约的厌恶和日本军队对该条约发表的支持。
然而，在8月至10月该协议正式草签期间，仍进行了一些小的调整。它的长度从最初计划的10年缩短到了5年。而且，与岛和希特勒的希望相反，日本军方领导层坚持认为，即使在秘密附录中达成一致，军事条款也只能是防御性的，而不能是进攻性的。军方领导层担心，如果日本陷入对中国的战争，条约中的攻击性条款将在外交上迫使日本对苏联发动战争，而日本在军事上不愿意与之作战。因此，《秘密附加议定书》的第一条专门谈到了苏联的“无端攻击”，没有任何攻击性条款。
另一方面，日本方面无法在公布该条约的问题上占据上风，而这是德国人提倡的，也是日本试图避免的。此外，该秘密议定书仍然明确针对苏联，日本人认为这是一项无效的规定。
条约草案于1936年10月23日定稿 。

### 日本枢密院和阿道夫·希特勒批准
《反共产国际条约》要求日本枢密院批准日本加入该条约。1936年10月23日，日本首相广田在听到条约草案的结论后表示，他个人松了一口气，并将日本联合会在推进《反共产国际公约》方面取得的成就与日本联合会1902年建立英日同盟的成功进行了比较。年长的日本政治家西园寺公望不同意日本政府的外交步骤，并谴责《反共产国际公约》只对德国有用，对日本没有好处。相反，金摩奇更喜欢一门更符合日本民意和地理位置的外交课程，这两方面都使他与英国和美国的积极关系变得可取。然而，金莫奇的批评立场在枢密院仍然闻所未闻。
在日本国内以陆军为首的条约支持者看来，日本受到苏联干涉中国的军事威胁，就像德国受到苏联支持法国和捷克斯洛伐克的威胁一样。此外，两国都害怕共产主义势力的颠覆。这使得德国和日本成为反对苏联和共产国际的天然盟友。聚集在IJN周围的反对者指出，《反共产国际公约》可能会增加而不是减少苏联构成的威胁，而且国内会对该协议产生相当大的抵制。最终，支持者在11月13日和11月18日的讨论中获胜，1936年11月25日，枢密院一致支持该条约。
在德国方面，德国加入该协议所需要的只是希特勒的批准，这一批准很快就得到了批准，随后得到了国家控制的德国媒体一波反宣传的支持。

## 签约

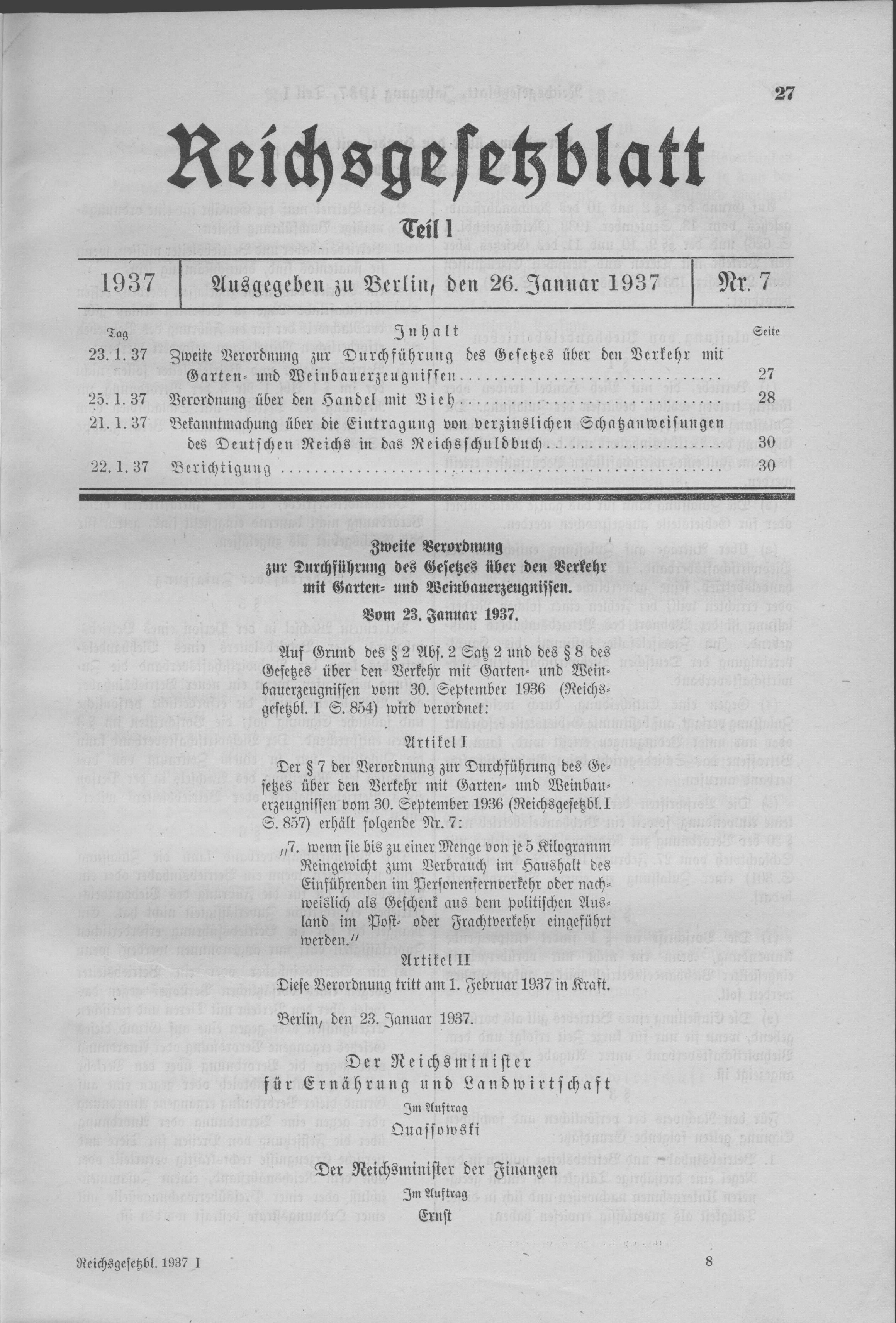
1937 年德国帝国法律公报第 1 部分扫描件

该条约概述了德国和日本对抗共产国际运动的联合政策，最初生效五年，直到1941年11月。另外签署了两项协议，其中一项是公开的。另一个是专门针对苏联的，是秘密的。该条约是在里宾特洛甫的办公室而不是德国外交部签署的。里宾特洛甫在纽伦堡的证词中将此归因于希特勒希望避免使用德国政治的官方渠道，因为里宾特洛普称之为“意识形态问题”，而不是政治问题。

### 反共产国际公约及其议定书文本

#### 主要协议
全文在德语和日语版本中都是以原始形式考虑的，两国版本中都规定日期为1936年11月25日和昭和11年11月5日。该协议上有德国无任所大使里宾特洛甫和日本驻德国大使武者小路公共的签名。条约最初的期限规定为五年。在日本外务省反对该条约最初的拜罗伊特草案后，这种缩短的长度是做出的让步之一，在该草案中，该条约最初被认为有效期为十年。
在条约的第一条中，德国和日本同意分享有关共产国际活动的信息，并共同计划打击这些活动的行动。在第二条中，两党开启了将该协议扩展到其他国家的可能性，“这些国家的国内和平因共产主义国际运动的破坏性活动而受到威胁”。对第三方的此类邀请将在双方明确同意后共同进行。德国官方媒体提到了共产国际破坏的危害条款，其中包括《人民观察家报》讲述了匈牙利和满洲国的各种共产主义活动，作为两国于1939年2月加入该条约的原因。

#### 协议补充
同一天，即1936年11月25日，随协定一起签署了一项补充议定书。就像主要协议一样，它有里宾特洛甫和武者小路公共的签名。
在第一篇文章中，德国和日本同意让他们的主管当局“密切合作，活动以及对共产国际的情报和防御措施交换报告”。缔约双方在第二条中还同意，让其主管当局“在现行法律的框架内对在国内外从事共产国际直接或间接工作的人采取严厉措施”。

#### 秘密附加协议
除了主要条约和公开的附加议定书（“附加议定书”）外，1936年11月25日还有另一项附加议定书/Shōwa 11，这项议定书对公众严格保密，专门涉及建立德国和日本对抗苏联的军事和外交伙伴关系。虽然公开协议中提到了共产国际的活动，但秘密附加协议是唯一一个真正提到苏联名字的协议。就像主协议和公开附加协议一样，秘密附加协议是由里宾特洛甫和武者小路公共签署的。
里宾特洛甫和武者小路在一份单独的文件中就后一项协议的保密性达成了一致，在该文件中，两国可以选择在双方同意的情况下将秘密协议的内容告知第三方。武者小路公共当天晚些时候向日本外相八重通报了谈判的圆满结束。
秘密附加议定书揭示了《反共产国际公约》的真实意图。它不是对共产主义活动人士所谓的越权行为进行模糊的意识形态镇压，而是一个特定的防御联盟，特别是针对苏联这个国家。
由于其秘密性质，秘密附加议定书在德国和日本之间仍然是排他性的，而其他国家只加入了条约的两个公开条款。从意大利开始，反共产国际公约的其他国家没有签署秘密附加议定书。

### 反应
对国际社会来说，《反共产国际公约》标志着德日伙伴关系的开始，这标志着两国首次正式结盟。

#### 中国
德国和日本之间的《反共产国际公约》是对中国的直接威胁，中国依靠德国的军事援助来应对即将到来的日本入侵的威胁。德国外交部一直反对里宾特洛甫与日本结盟，并做出了重大努力向中国保证德国的援助。这种情况一直持续到1937年7月日本和中国爆发敌对行动，之后德国按照里宾特洛甫的议程，明确与日本结盟，包括德国遵守日本的要求，召回亚历山大·冯·法尔肯豪森的军事任务。

#### 法国
在法国，《反共产国际公约》，特别是在意大利加入后，被视为德国在东欧的夺权行为，尤其对捷克斯洛伐克和波兰不利。

#### 德国
1937年，德意志帝国告知德国公众该条约已成为法律。里宾特洛甫认为《反共产国际公约》是德日共同捍卫西方文明的行为。即使在1941年德苏战争开始后，纳粹德国也否认了秘密附加议定书的存在和该条约的反苏性质。
德国政府发起了一场亲日宣传活动，以提高德国公众对日本的普遍看法。这是德国政府试图建立更紧密的文化关系的一部分。

#### 意大利
直到1935年，意大利政府仍将德国视为潜在的竞争对手，最初在《反共产国际公约》的谈判中弃权。但从1936年10月议定书开始，在意大利在埃塞俄比亚的战争以及意大利与英国和法国的斯特雷萨阵线失败的背景下，德国和意大利开始了外交和解。尽管里宾特洛甫强烈暗示，在《反共产国际公约》成立后不久，“意大利将在南部举起反布尔什维克的旗帜”，但意大利仍热衷于避免这一暗示，至少在最初是这样。希特勒也有同样的印象。意大利最终将于1937年11月加入该协定。

#### 日本
日本公众对《反共产国际公约》并没有特别的热情。协议达成后，与德国结盟后，国家社会主义意识形态涌入日本社会，导致日本反犹太主义加剧。与德国媒体相比，日本媒体的限制较少，甚至对该协议的突然和仓促达成持部分批评态度（在该协议公布之前，谈判一直对公众严格保密），报纸上的评论文章对德国在日苏战争中牺牲士兵的意愿表示怀疑。
在东京，政府不愿吸引任何不受欢迎的国际对手，同时仍专注于在中国大陆的目标。因此，政府最初一直很谨慎，不愿与苏联、英国和美国发生外交事件，但最终在1936年4月苏联与蒙古人民共和国签署《苏蒙互助议定书》时，发现自己被迫加入了该条约。然而，尽管政府持怀疑态度，枢密院还是一致同意。
由于《反共产国际公约》，政府内部的军事影响力得到了加强。由于欧洲式的国家社会主义意识形态涌入日本社会，日本政府开始在其媒体宣传活动中使用反犹太主义形象，特别是针对西方资本主义的宣传活动。日本首相广田称德国是该条约后日本最重要的外交伙伴，但强调《反共产国际公约》并不意味着对德国国内政策的意识形态支持。
日本军部，传统上是德国军事体系的崇拜者和模仿者，到20世纪20年代雇佣了数百名德国军事专家和顾问并派有希望的日本军队到德国学习，是该条约的主要支持者。闲院宫载仁亲王表示，军队对岛在柏林的努力有积极的倾向。 日本陆军与德国同行紧密结盟，并强烈支持日德联合行动对抗苏联。
相比之下，国际联合会是该条约最大的批评者之一。虽然日本海军军官阶级并不一定谴责该协议，人们认为它的作用非常有限。日本海军联合会对海军形势的看法是，日本的海军力量不如联合王国和美国，如果必要的话，这两个国家都倾向于相互合作，以对抗日本的存在。相比之下，德国（以及后来的意大利）对缓解英美海军封锁或帮助日本海军在太平洋的努力几乎没有帮助。如果这意味着与美国和英国的关系会因此得到改善，日本海军会倾向于避免该条约。

#### 苏联
在公开场合，苏联政府试图淡化该协议的重要性。然而，《反共产国际公约》在内部被视为德国和日本企图包围的明显迹象。1939年1月，苏联外交部长马克西姆·利特维诺夫在给匈牙利政府的一份政治照会中称《反共产国际公约》是“主要掌握在对苏联怀有敌对意图的日本人手中的政治工具”。11月26日，利特维诺夫在苏联全国代表大会上发言时，也对向公众提交的条约的完整性表示怀疑，称其“只是同时讨论的另一项协议的伪装”。
苏联外交官很快得出了利特维诺夫在11月26日暗示的相同意见：《反共产国际公约》是专门针对苏联的。苏联驻东京大使康斯坦丁·尤里涅夫（正确地）认为，该协议在其表面上包含了针对苏联的军事条款。尤列涅夫甚至在该协议于11月16日和11月20日公布之前联系了日本外务大臣有田。虽然有田在第一次请求时回避了这个问题，指出谈判只涉及共产国际，而不是苏联，但他没有回应尤列涅夫的后一次接触，大使在接触中指责日本外交部门与德国进行专门针对苏联的秘密谈判。
《反共产国际公约》在政治上加速了苏联与日本贸易关系的下滑趋势。由于对《反共产国际公约》感到震惊，苏联减少了对日本的销售和采购：1939年，日本从欧洲俄罗斯的进口是1914年以来的最低水平，对欧洲俄罗斯的出口是1926年以来的最小水平，而日本从亚洲俄罗斯的进口则是1887年以来的最高水平，对亚洲俄罗斯的出口则是1914年来的最低水平。《反共产国际公约》在未经德国同意的情况下对日本和苏联之间的双边条约采取限制性政策，这使得这种螺旋式的下降很难解决。只有在1939年《德苏条约》和随后日本对德国信任的减少之后，双方的政治和经济态度才有所改善。

#### 英国
英国在亚洲和非洲的殖民帝国也受到了日本的威胁，后来还受到了意大利与德国联盟的威胁。在轴心国海军的背景下，这种观点并非完全没有道理，因为德国、意大利和日本的海军最高司令部主要针对联合王国，而不是苏联。在下议院，《反共产国际公约》多次成为辩论的主题。英国武装部队担心与德国和日本可能发生军事冲突，而这种感觉在意大利加入该协议后升级。

#### 美国
在美国，德日协议被视为表明德国可能会效仿日本的道路，通过军事行动来满足领土要求，就像日本1931年在满洲所做的那样。在1937年9月（第二次中日战争爆发后）提交给财政部的一份报告中，有人认为，日本在中国获胜的长期后果将导致其他“不满”的大国，如德国和意大利，寻求在自己的军事努力中实现其目标。美国武装部队担心日本可能会以德国和后来的意大利的形式获得军事盟友，因为这对美国的橙色战争计划构成了潜在威胁。
1937年，美国驻日本大使约瑟夫·格鲁分析说，《反共产国际公约》的反共言论只是“没有”国家团结起来的旗帜，而事实上，其主要目的是反对大英帝国的全球主导地位。
1933年至1945年担任美国总统的富兰克林·D·罗斯福与法国一样担心波兰和捷克斯洛伐克的安全。罗斯福认为，该协议包含秘密条款，概述了一个既防御又进攻的联盟，并将世界划分为每个签署国的势力范围。最终，1937年的帕奈号航空母舰事件导致总统试图通过安抚德国和意大利来打破反共产国际公约，目的是将日本与其盟友隔离开来，阻碍其在中国的发展。
科德尔·赫尔在回忆录中指出，“没有什么比柏林和东京的联盟更合乎逻辑和自然的了”，并引用军国主义、征服和无视国际条约的共同价值观作为他得出结论的原因。

## 扩展和调整
《反共产国际公约》最初的条款包括一项具体条款，允许德国和日本联合邀请更多成员加入该公约。在日本，《反共产国际公约》被视为可能具有开创性意义，使该国摆脱了国际孤立，并获得了新的外交和军事伙伴。日本感兴趣的成员国包括联合王国、荷兰，特别是波兰。

### 中国抗日战争
德国和日本之间的《反共产国际公约》在日本和中国开战时受到了第一次审判，这两个国家都是德国的重要伙伴。第二次中日战争由日本军队通过卢沟桥事件挑起，迫使德国重新评估其与中国的经济关系以及与日本的意识形态和军事结盟的平衡。很明显，德国将不得不放弃其中一个合作伙伴，转而支持另一个，并决定支持日本而不是中国，尽管希特勒本人直到1936年仍亲自向中国大使保证，德国将维持两国的重要关系。
尽管德国对日中战争的政策是严格中立的，它没有作出任何特别的外交或其他方面的努力来阻止日本对中国的侵略。德国政府和外交部门仍然私下批评日本的行动。当武者小路公共向国务秘书恩斯特·冯·魏茨泽克解释说，日本入侵中国是为了战胜中国共产主义而遵循《反共产国际公约》的精神时，魏茨泽克驳斥了武者小路公共的解释，因为德国认为日本的行动将促进而不是扼杀共产主义在中国的发展。魏茨泽克在关于与武者小路的对话的笔记中表示，他担心日本的侵略可能直接导致苏联和中国之间的联盟。

### 意大利加入
1937年11月6日，意大利加入了《反共产国际公约》。意大利的决定是对1935年法英倡议“斯特雷萨阵线”失败的反应，该倡议旨在阻止德国超越目前的边界。特别是，这两个国家都试图阻止“德国扩张主义”，特别是吞并奥地利，当时罗马的法西斯政府也希望阻止这一行动。
不信任的关系和贝尼托·墨索里尼自己的扩张主义加深了意大利与两个盟国之间的距离。1935年10月，意大利无端侵略埃塞俄比亚，违反了国际联盟的政策。尽管由英国和法国起草者设计的旨在让意大利保留大部分战争目标并维持斯特雷萨阵线的《霍瓦尔-拉瓦尔条约》未能获得支持，但国际联盟已经名誉扫地。在联盟最终以经济制裁惩罚意大利的扩张主义后，这打破了斯特雷萨阵线，导致意大利有必要寻找新的合作伙伴。因此，意大利在外交上与盟国一起离开了斯特雷萨阵线，转而与德国签订了钢铁条约。意大利加入《反共产国际公约》完成了德国、意大利和日本之间的外交三角关系，后来在《三方公约》中正式确立，通俗地称为轴心国，其灵感来自贝尼托·墨索里尼在1936年11月1日提及德意关系时使用的术语。
意大利加入该协定是一种权衡，墨索里尼同意希特勒吞并奥地利的目标。早在1936年11月最初的德日协议中，意大利就被邀请加入该协议，但当时对这种象征性的姿态不感兴趣，因为意大利政府认为，意大利在西班牙内战中的存在充分代表了其反共态度。里宾特洛甫在1935年10月协议的最早起草阶段就考虑过加入意大利。直到1936年10月，德国和日本之间的《反共产国际公约》才开始全面和解。
意大利外交部长加莱阿佐·齐亚诺担心，与德国的紧密结盟以及随后德国进入巴尔干半岛可能会导致意大利在东南欧失去影响力。意大利对第三欧洲或横轴的立场，即在东欧建立一个拒绝德国和苏联影响的力量集团，并不一定是负面的。意大利外交政策中的这种矛盾心理最初阻碍了意大利与德国的全面结盟。
到1937年，意大利对该协议的兴趣发生了变化，因为墨索里尼政府希望与日本建立自己的军事联盟，并认为加入该协议将是意大利政府希望与德国和日本建立三角联盟的最简单方式。齐亚诺在1937年11月2日的日记中评论说，该协议虽然名义上是反共的，但“显然是反英的”。意大利的入境议定书于1937年11月6日签署。
应该指出的是，由于条约的措辞，从纯粹的法律论点来看，意大利只需要遵守主要文本和公开的补充议定书，而不需要遵守载有针对苏联的具体军事指令的秘密议定书。
作为对意大利加入该协议的回应，英国政府看到英国在地中海（直布罗陀、马耳他、塞浦路斯和埃及（苏伊士运河））的传统主导地位受到了德国工业和军事力量支持的潜在复兴意大利的威胁。罗伯特·万西塔特（Robert Vansittart）是内维尔·张伯伦领导下的英国绥靖政策的著名批评者，他警告说，意大利最近在对埃塞俄比亚的战争中收购了意大利，这威胁到了对埃及和英埃苏丹的钳形运动，即使意大利的经济不稳定也无法阻止对英国的潜在军事冒险。

### 试图将该协定发展为军事联盟
在《反共产国际公约》签署后，特别是在意大利加入后，里宾特洛甫继续努力将其组成一个完整的军事联盟。这反映了里宾特洛甫、劳默、岛和希特勒在条约制定期间的想法，因为希特勒在拜罗伊特签署的原始草案可能包括明确既是防御又是进攻的军事条款。这是由于日本外交官围绕志贺的干预而阻止的。
条约缔结后，里宾特洛甫将其转变为军事联盟的努力仍在继续，尽管他的议程是出于对西方盟友战争的担忧，而希特勒的主要担忧是消灭苏联。里宾特洛甫在担任德国驻英国大使期间，在1937年12月28日的报告和1938年1月2日的最后结论中向希特勒建议建立一个强大的反英联盟，以迫使英国保持中立或在战争中击败英国的方式威胁英国。
里宾特洛甫于1938年2月4日被任命为外交部长，接替康斯坦丁·馮·諾伊拉特，在德国外交部门的政治权力大幅增长。这是由维尔纳·冯·布隆伯格和维尔纳·冯·弗里奇的解职引起的陆军、空军和外交部门改组的一部分。 在这场军事政治清洗中，希特勒罢免了12名将军（不包括布隆伯格和弗里奇），并重新分配了51个其他军事职位。諾伊拉特、弗里奇和布隆伯格的下台标志着希特勒内阁中“温和派”的大部分被消灭，而“极端分子”仍然存在：戈培尔、赫斯、羅森堡和里宾特洛甫。
1938年5月的危机，当时人们认为德国军队对捷克斯洛伐克进行了侵略性的调动，随之而来的是法国和英国的强烈外交反应，这与既定的绥靖政策背道而驰。因此，里宾特洛甫再次向希特勒施压，要求他将《反共产国际公约》正式化为一个全面的军事联盟，以应对对英国和法国的战争。他最终也得到了意大利驻德国大使贝尔纳多·阿托利科的支持。
1939年1月初，里宾特洛甫确信自己在将条约转变为联盟方面取得了进展。墨索里尼现在已经放弃了在英国和德国之间对意大利外交矛盾的尝试，并完全致力于意大利与德国的联盟他也表示同意。墨索里尼还主张甚至扩大这个潜在的联盟，将南斯拉夫、匈牙利和罗马尼亚包括在内。
此后，从1939年1月起，意大利和德国就军事联盟草案进行了合作，但日本对承诺持谨慎态度。虽然日本军队的政治游说团体普遍支持与德国缔结军事联盟，特别是为了遏制苏联，但日本海军仍然认为与德国结盟的前景对日本的海军战略地位没有特别的用处，是一个潜在的外交和经济失误，因为如果与德国结盟会导致日本与任何一个英美大国开战，从而切断日本对重要航线的依赖，那么仅靠日本海军不足以阻止英国和美国海军。
日本的总体态度仍然是反苏而非反英，这与德国和意大利公开对抗英国的意图不符。日本外交部不希望卷入西欧国家之间的战争，因此旨在区分轴心国对英国和对苏联的计划。因此，里宾特洛甫的设计遭到了日本代表的拒绝，他们坚持《反共产国际公约》最初的反共设计，不愿意看到其中加入反英成分。
最终，日本的谨慎导致里宾特洛甫只接受了一个双边联盟，而不是他所希望的三边联盟，德国和意大利于1939年5月22日签署了《钢铁公约》。《钢铁公约》的能力被加齐亚诺评价为“真正的炸药”。《钢铁公约》使德国能够继续对波兰采取侵略姿态，因为这个问题不一定需要日本的同意或支持，但里宾特洛甫也希望扩大《钢铁条约》并将日本纳入其中。然而，日本的拖延战术仍在继续，德国希望消除苏联作为其对波兰战争的潜在因素。
因此，里宾特洛甫开始认真思考与苏联在东欧未来问题上的交换条件。这将标志着完全背叛了《反共产国际公约》的规定，即未经日本同意，不得与苏联签订双边条约，但德国还是继续这样做了。1939年5月，里宾特洛甫指示弗里德里希·维尔纳·格拉夫·冯·德舒伦堡在新缔结的《钢铁条约》标志着德国外交政策从反苏转向反英和反法外交的基础上，启动德苏和解。里宾特洛甫还承诺将日本的反苏外交政策转变为日本和苏联不再需要对抗的状态。
在这个阶段，里宾特洛甫还开始设想一个四国集团，苏联将与德国、意大利和日本一起组成一个反对英国影响的四方派系。这标志着完全偏离了纳粹政策，特别是希特勒的勒本斯劳姆目标，也是里宾特洛甫以一切可能的方式遏制英国影响力的包罗万象的外国政治目标的多次迭代之一。历史学家Wolfgang Michalka称之为欧亚四国集团，但由于德国、苏联和日本之间的分歧，最终失败了。1939年8月，德国和苏联签署了《莫洛托夫-里宾特洛甫条约》。

### 匈牙利和满洲国的加入
匈牙利于1939年2月24日加入该协定 49  1月13日，匈牙利外交部长伊斯特万·查基宣布，如果匈牙利收到邀请，它将接受邀请。它是三大国之外第一个拥有一定独立性的成员国，随后也是第一个在该公约成员国中被剥夺一等地位的国家，从而确立了德国、意大利和日本作为该公约的主导国与其余国家作为其附属国之间的分界线。这三个主要国家的优越地位后来在1941年11月25日的条约延期中正式确立。
事实证明，该协议在匈牙利不受欢迎，尤其是匈牙利的长期盟友波兰成为德国的目标。[69]： 211  匈牙利强人霍爾蒂·米克洛什后来在回忆录中抱怨说，甚至在匈牙利加入《反共产国际公约》之前，德国就过度介入了匈牙利的内政，德国媒体在第一届维也纳奖期间从德国代表匈牙利的外交干预中获利后，没有地方坚持认为匈牙利有“账单要付”。然而，德国档案显示，德国和匈牙利之间已经达成了明确的交换条件：作为德国支持匈牙利向斯洛伐克南部和乌克兰卡帕索扩张领土的交换条件，匈牙利总理卡尔曼·达尔尼明确承诺匈牙利将退出国际联盟，加入《反共产国际公约》。
1939年2月24日加入该条约的另一个国家是日本建立的满洲国帝国。 满洲国于1月16日收到邀请，并于2月24日在长春签署了加入议定书。
匈牙利和满洲国的加入被德国国家控制的《人民观察家》庆祝为反对布尔什维克主义阵线的发展和世界秩序的巩固。

### 西班牙加入
弗朗西斯科·佛朗哥领导的西班牙于1939年3月27日加入该条约，同一天，西班牙共和军在马德里围城战结束时投降，西班牙内战结束。为了抵消英国在西班牙的影响，德国加速将西班牙加入《反共产国际公约》，至少自1939年1月以来的政治家。德国国务秘书魏茨泽克明确表示，对西班牙的邀请只能来自德国、意大利和日本，而不能来自匈牙利。
西班牙方面推迟了加入该协议，因为佛朗哥领导层担心，如果民族主义者在战争结束前站在轴心国一边，盟军会对共和国进行干预。佛朗哥的外交部长Jordana因此阻止了西班牙加入《反共产国际公约》，直到西班牙内战结束。
西班牙加入该公约证明了西班牙与欧洲法西斯主义者结盟，而西班牙内战中的民族主义成功成为反共产国际公约继续活动的理由，也证实了该公约的价值。
在英国下议院，西班牙加入《反共产国际公约》受到怀疑，特别是在直布罗陀以及马耳他、英属埃及和巴勒斯坦的安全方面。在民族主义胜利变得明显后，英国政府曾试图迅速改善与马德里新政府的关系，但随着西班牙加入该协议，英西关系的进展受到了挫折。
法国虽然名义上也对1939年2月25日的《贝拉德·乔达纳协定》中所述的与法兰哲派的积极关系感兴趣，但进展甚至不如英国。在西班牙加入《反共产国际公约》后，西班牙在殖民地摩洛哥进行了军事集结，佛朗哥政府拒绝让在西班牙内战结束时逃离该国的难民返回，从而进一步加剧了紧张局势。

### 其他考虑因素，1938-1939
轴心国眼中的候选国是波兰第二共和国。在《慕尼黑协定》之后，波兰曾在占领捷克斯洛伐克领土方面与德国合作，看起来是一个平易近人的伙伴，但德国提出加入该协定与但泽归还德国有关，这是波兰出于对其海上通道和德国与苏联平等外交距离政策的担忧而不愿接受的。
1939年1月，轴心国向南斯拉夫的斯托亚季诺维奇政府示好，试图诱使南斯拉夫加入《反共产国际公约》。1939年2月5日，斯托亚季诺维奇政府垮台，德拉吉萨·切维科维奇接替斯托亚季诺维奇担任总理，这些尝试都失败了。这让轴心国感到意外，他们曾相信斯托亚季诺维奇在任期内是安全的。虽然轴心国希望斯托亚季诺维奇能够重新掌权，这未能实现。
1939年2月，独立于外交部的德国军事领导层加大了对保加利亚的压力，要求其加入《反共产国际公约》。格奥尔格·托马斯少将在德国向保加利亚提供武器贷款的谈判中向保加利亚代表团解释说，只有保加利亚以加入《反共产国际公约》的形式明确表示与德国结盟，才能延长此类贷款。魏泽克向国防军最高司令部投诉了这一事件。托马斯随后向魏茨泽克声称，他是根据赫尔曼·戈林的直接命令行事的。在保加利亚代表随后与魏泽克的谈话中，明确表示保加利亚当时不准备加入《反共产国际公约》。保加利亚直到1941年11月25日才加入该协定。
在捷克斯洛伐克残余领土上建立波希米亚和摩拉维亚保护国之前，捷克斯洛伐克加入《反共产国际公约》是希特勒向捷克人提出的众多要求的一部分，目的是在不可避免的不遵守后为入侵辩护。

### 莫洛托夫-里宾特洛甫条约
当德国与苏联秘密谈判《莫洛托夫-里宾特洛甫条约》时，该条约的合法性遭到了破坏。1939年8月，就在第二次世界大战爆发前几周，里宾特洛甫和斯大林在莫斯科进行谈判时，《反共产国际公约》只是一个小障碍。里宾特洛甫向斯大林解释说，事实上，《反共产国际公约》是针对西方民主国家的，而不是苏联。
斯大林接受这一点是为了他的国家的外交目标，德国公众也开玩笑说，苏联最终会加入反共产国际条约。苏联外交部长维亚切斯拉夫·莫洛托夫在与里宾特洛甫和德国驻苏联大使舒伦堡的谈判中没有将《反共产国际公约》作为一个问题。

#### 反共产国际公约内部的反应
意大利
在为第二次世界大战做准备的背景下，意大利对德国行动的反应是矛盾的。《莫洛托夫-里宾特洛甫条约》根本无助于意大利民众先前存在的反德和反战情绪： 但墨索里尼的个人观点更加分歧。墨索里尼尽管有时认为中立更可取，但因个人忠诚而感到被迫，害怕希特勒的反对，以及容易获得战争战利品的前景，意大利应该站在德国一边，尤其是如果盟军在波兰的绥靖行动能够导致意大利在南斯拉夫的迅速胜利。意大利参与战争遭到了齐亚诺周围意大利政府中一个反战派的反对，他试图阻止意大利加入第二次世界大战，并破坏德国和意大利之间的联盟，如果有足够长的时间来解散联盟，墨索里尼有时会谨慎地同意这一点。
《莫洛托夫-里宾特洛甫条约》证实了意大利公众对德国的许多怀疑，意大利公众对与德国的任何外交联盟都不感兴趣。这种外交背叛，再加上轴心国在第二次世界大战中的最终失败，在第二次世界大战刚结束时，意大利文学和流行文化中就弥漫着对德国的恐惧。
日本
在日本人看来，《莫洛托夫-里宾特洛甫条约》违反了《反共产国际条约》，因为德国没有向日本透露其与苏联的谈判。随后，日本人寻求解决苏日边境战争，放弃了对苏联的任何领土野心。日本主要打算将《反共产国际公约》针对苏联而不是英国，而《莫洛托夫-里宾特洛甫公约》则明确表示，至少在1939年，德国愿意援助苏联，损害西方民主国家的利益。为了应对德国外交政策的急剧变化和日本在边境冲突中败给苏联，平沼政府辞职了。
日本天皇裕仁指示随后的政府对英国和美国更加合作。
里宾特洛甫试图赢得日本对他与德国、意大利、日本和苏联四国集团的支持。德国外交部长辩称，如果东京和莫斯科与柏林和罗马组成军事联盟，日本可以自由地将注意力转向收购欧洲在东南亚的殖民地。然而，意识形态上的障碍太大，让日本领导层感到不安，里宾特洛甫未能迫使他们与苏联结盟。他还主动提出担任日本和苏联之间的谈判代表，但在没有德国监督的情况下，双方开始务实地以双边方式结束分歧，这再次遭到了双方的冷遇。外交改组的结果是，日本退出了里宾特洛甫的反英计划。里宾特洛甫的亲日外交，尽管德国外交部自1934年以来最初对中国持好感，但他一直在推行，现在却遭遇了纳粹掌权以来德国和日本之间最大的外交距离。
在日本改变对苏战争的态度之后，苏日经济关系有所改善。1939年10月，外交部商务局的松米沙石高和苏联外交部长莫洛托夫表示，双方都有兴趣改善日苏贸易关系。两国同意更永久地解决日本在苏联水域捕鱼和在满洲国支付中国东部铁路费用的问题。苏联承诺，作为这些交易的一部分，收到的大量资金将重新投资于购买日本商品。
此前曾支持苏联少数民族分离主义的日本情报机构和外交部门，由于苏日和解，也限制了他们在这一领域的活动。
从德苏战争开始，日本对与苏联的战争失去了兴趣，导致日本不愿意开辟第二条对抗苏联的战线来减轻德国的努力，日本认为德国的侵略行为不足以引发该条约。由于《莫洛托夫-里宾特洛甫条约》，1939年末至1940年夏天，德日关系显著降温，但在1940年德国获胜后，法国和荷兰殖民大国的消灭导致日本对收购相关殖民地感兴趣，再次接近德国。

## 第二次世界大战期间
《反共产国际公约》的所有补充都是在1939年9月1日之后，因此也是在第二次世界大战期间。当该协议的大多数欧洲成员国参与德苏战争时，该协议被认为是一个对抗共产主义的防御联盟，以抵消苏联侵略的潜力，但其目的已经过时。

### 德国在西方军事胜利的影响
1940年3月，约阿希姆·冯·里宾特洛甫再次开始动员意大利、苏联，尤其是日本，以实现他建立四国联盟对抗大英帝国的愿景。1940年6月，德国在“西部战役”中取得压倒性胜利，击败了法国、比利时和荷兰。由于法国中印和荷属东印度群岛现在实际上毫无防御能力，东京政府现在觉得有必要再次与德国进行外交接触，而在德国与苏联交换条件后，东京政府此前曾与德国保持距离。德国人还赢得了日本驻柏林和罗马大使岛博史和白鸟俊夫的一些支持，他们被德国在波兰战役中的成功所左右，开始支持里宾特洛甫的外交议程。
日本担心德国在殖民问题上实际上可能会站在法国和荷兰一边，然后可能被重塑为德国的附庸国，试图保证德国支持日本吞并法国和荷兰在东南亚的殖民地。里宾特洛甫确实愿意支持日本的吞并，这是他从日本的角度看待四国条约优势的最初想法的一部分。他把日本在东亚的收购描绘成世界秩序的准备工作，在这个世界秩序中，整个非洲-欧亚大陆将被德国、意大利、日本和苏联瓜分。
里宾特洛甫再次试图实现他建立一个反对英国的四国联盟的愿景。随着法国被淘汰，英国战役对英国有利，越来越清楚的是，英国虽然处于不利地位，但既不会寻求休战，也不会被德国入侵所淘汰。因此，仍然中立的美国的作用和美国对英国的支持对德国的战争努力变得越来越重要。里宾特洛甫仍然自欺欺人地认为，与苏联的合作可以是永久的，或者至少持续到与英国的战争结束。阿道夫·希特勒并不认同这一观点，他仍然将“犹太布尔什维克主义”苏联视为德国不可避免的最终敌人。

### 三国同盟
德国和日本之间的差异，包括日本在中国的战争、经济差异和莫洛托夫-里宾特洛甫条约，导致德国和日本的距离越来越远。1940年，德国战胜了欧洲盟国，引发了各方和解的愿望。这是1940年9月27日《三方公约》的一部分。然而，日本对德国伙伴的不信任仍然存在，日本避免卷入德国最终的对苏战争，而是完全专注于自己在中国的斗争。在《三方条约》中，德国和意大利承认日本在东亚的领导地位，而日本反过来承认德国和意大利在欧洲的领导地位。

### 公约的延期
《反共产国际公约》原定于1941年11月25日续签，因为自1936年11月15日起的五年期限即将到期。德国的主要目标之一是与日本保持密切联系，并鼓励日本站在德国一边干预德苏战争，但日本在战争的剩余时间里拒绝这样做。1941年4月签署的《苏日中立条约》将持续到1945年8月，当时苏联违反了该条约并入侵了日本满洲。
1941年11月24日至25日在柏林举行的各签署国大会导致了该协定的续签，齐亚诺在他的日记中称之为对德国人在轴心国内部“当家作主”的肯定。出席者包括意大利的齐亚诺、西班牙的拉蒙·塞拉诺·苏涅尔、匈牙利的巴尔多希·拉斯洛和罗马尼亚的米海伊·安东内斯库等。
延长议定书于1941年11月25日签署，并有前六个签署国代表的签名：里宾特洛甫（德国）、岛（日本）、齐亚诺（意大利）、巴尔多西（匈牙利）、吕易文（满洲国）和苏尼尔（西班牙）。
此外，在1941年11月25日之前还没有这样做的几个新国家加入了《反共产国际公约》。1941年11月22日，汪精卫领导下的中国提前提交了签字，其他国家在签字当天，即25日提交了签字。
与之前的协议不同，德国国家控制的媒体对延期的反应对日本非常冷淡，反而强调了欧洲轴心国在德苏战争中对苏联的牺牲和成功。直到1941年12月7日，当日本人袭击珍珠港时，这种情况才发生重大变化。

#### 保加利亚
保加利亚一直被自己在巴尔干半岛的扩张野心所困扰，为此它依赖意大利和德国的军事援助和外交支持，同时也试图避免与轴心国的行动发生重大冲突。其领导人鲍里斯三世被誉为“解放沙皇”和保加利亚失去领土的统一者，由于轴心国军队的军事支持，他只能获得这一地位，但在1941年，他打算避免保加利亚参与德苏东线战争。这是成功的，保加利亚军队没有参加巴巴罗萨行动，但保加利亚领土主张的永久性仍然完全取决于轴心国，因为德国尤其不愿将轴心国战胜希腊和南斯拉夫后在巴尔干半岛的任何领土解决视为最终解决方案。因此，保加利亚被迫尽可能取悦德国伙伴，同时避免对苏联采取公开敌对行动的最后一步。
作为亲德立场的一部分，保加利亚在1941年11月基本上被迫加入了《反共产国际公约》。不久后，即12月13日，该国向联合王国和美国宣战。保加利亚一直试图对苏联保持中立，直到最后，但在罗马尼亚改变立场支持盟军并允许红军通过罗马尼亚领土入侵保加利亚后，1944年保加利亚政变为保加利亚人民共和国铺平了道路。沙皇西蒙二世的摄政王被处决。

#### 克罗地亚
克罗地亚是德国在巴尔干半岛反党派运动中最重要的合作伙伴，成立于1941年德国占领南斯拉夫后。它于1941年11月加入了《反共产国际公约》。这样的加入目的是使克罗地亚国家合法化，使其看起来更加独立，但也表明了反对苏联的明确立场。

#### 丹麦
丹麦和挪威在1940年4月9日开始的威悉演习行动后被德国占领。哥本哈根政府对德国的袭击做出了回应，让丹麦军队下台，接受了德国所说的保护性占领。丹麦的决定与挪威的决定大不相同，因为奥斯陆政府选择了战斗而不是投降，因此，德国对丹麦的占领是欧洲德国占领中最轻的一次。
尽管如此，任何关于丹麦独立的想法都只是出于外国宣传目的的骗局，德国当局密切关注着丹麦同行。虽然丹麦公众对德国的事业有相当多的同情，但大多数丹麦平民对占领者感到不满，德国军事当局怀疑丹麦的顺从和忠诚。德国人试图通过建立由彼得·克努岑担任主席的丹麦-德国协会等措施来提高他们在丹麦公众舆论中的地位，但没有成功。
丹麦政府申请了四项针对丹麦的关键豁免。
丹麦不承担任何军事义务。
丹麦的反共行动应仅限于警察行动。
该条约应仅限于丹麦领土。
丹麦将在第二次世界大战中保持中立。
德国人对这些要求有些不满，于是将其作为一种妥协，纳入了一份秘密附录，使丹麦从外部看起来是该协议的正式成员。这损害了丹麦文官政府在盟国中的国际声誉。

#### 芬兰
在芬兰，该国在第二次世界大战期间的地位一直存在争议，直到现代，历史学家们都在争论芬兰是轴心国的正式成员，还是像战时芬兰政府所声称的那样，在芬兰和德国共同对抗苏联的斗争中，与德国处于共同交战状态（芬兰语：kanssasotija，瑞典语：medkrigförande）。芬兰于1941年11月25日加入《反共产国际公约》，加上其他因素，如芬兰在1947年《和约》中明确承认自己是“希特勒德国”的盟友，形成了支持芬兰是轴心国一部分的理由。

#### 汪精卫政府
“改组后的中华民国国民政府”，也被称为“中国南京”或汪精卫政权，1940年3月由战败的国民党政治家汪精卫在南京建立的日伪国家，于1941年11月25日加入反共国际公约。它已于11月22日提前提交了对该条约的签署。

#### 罗马尼亚
罗马尼亚是德国在对苏战争中最重要的军事伙伴，但其德国伙伴几乎没有积极赢得这种忠诚。德国在罗马尼亚接连遭受了三次领土损失，第一次在《莫洛托夫-里宾特洛甫条约》中将比萨拉比亚地区授予苏联，然后作为第二次维也纳条约的一部分将特兰西瓦尼亚地区的大部分地区授予匈牙利，最后作为《克雷奥瓦条约》的一部分批准保加利亚在多布鲁亚地区的领土收益。罗马尼亚在法西斯铁卫队的领导下，其主要敌人不仅在苏联，而且在轴心国中，尤其是匈牙利。尽管如此，在领土损失之前曾主张亲德立场的铁卫队现在认为，与德国结盟是避免德国再次干预罗马尼亚并支持匈牙利的唯一途径。因此，罗马尼亚于1941年11月25日加入《反共产国际公约》，是为了取悦德国伙伴，推进罗马尼亚对苏联的战役，希望夺回比萨拉比亚，并在苏联乌克兰获得领土。

#### 斯洛伐克
斯洛伐克于1939年在德国煽动捷克斯洛伐克解体后成立，于1941年11月25日加入了《反共产国际公约》。

## 建议的成员资格
1936年至1945年间，轴心国利用《反共产国际公约》作为外交工具来增加其政治和外交影响力，但往往没有成功。

### 阿根廷、巴西和智利
德国曾努力让由阿根廷、巴西和智利组成的南美ABC Staaten（“ABC国家”）加入该协议。
巴西总统盖图利奥·巴尔加斯以共产主义叛乱为借口，于1937年11月制定了新宪法，因此巴西被认为是南美洲反共产国际公约的主要切入点。巴西政府承诺，其国内反共信念将继续，但以不希望在外交上冒犯英国或美国为由，拒绝加入《反共产国际公约》。然而，巴西部长弗朗西斯科·路易斯·达席尔瓦·坎波斯对德国帮助举办类似于在德国举行的巴西反共产国际展览表现出了兴趣。

### 中国
中華民国是里宾特洛甫1935年《反共产国际公约》愿景的一部分，早在1936年就受到德国和日本的邀请加入《反共产主义公约》。到1935年底，汪精卫赞成加入该条约，但蒋介石谨慎地避免冒犯苏联，苏联是中国在日本进攻时唯一潜在的合作伙伴。
经过认真考虑，蒋政府拒绝了。他们不愿意在日本军队不撤出中国的情况下与日本结盟。这样的撤退遭到了日本的拒绝，这意味着中国不愿意冒犯苏联，苏联是唯一一个在对日战争中能够有效援助他们的大国。这场战争在第二年变成了现实。1938年11月3日，日本首相近衛文麿在一次公开广播中提出和平条件，其中包括中国加入《反共产国际公约》。
1939年12月至1940年3月，在日本的基里计划下进行了初步的和平谈判。起草的条款涉及中国加入《反共产国际公约》。中国政府拖延了一段时间，没有对这一提议给出明确的答复。到9月7日，日本方面宣布进一步谈判无效，基里项目于1940年10月8日终止。1940年10月12日，钱永明与松冈洋介在东京派了两名代表，为中方进行了另一次探索性和平谈判的尝试。他们提出的日中和平和王、蒋政府统一的建议还包括将统一的中国国家加入《反共产国际公约》。

### 捷克斯洛伐克
捷克斯洛伐克加入《反共产国际公约》是德国在建立保护国之前提出的要求的一部分。这些要求是德国设计出来拒绝的。

### 荷兰
荷兰是日本选择加入《反共产国际公约》的候选国。日本大使山口岩尾希望，荷兰对中国局势的担忧，荷属东印度群岛华裔居民的潜在异议，以及殖民地的共产主义叛乱分子，将导致荷兰政府试图通过加入该协定来稳定与日本的关系。
1936年10月12日，Yamaguchi就此事联系了荷兰外交部长Andries Cornelis Dirk de Graeff，但荷兰政府认为自己受到公众舆论的约束，拒绝与日本进行任何外交结盟，de Graeff指出，荷属东印度群岛的共产主义活动并不是迫在眉睫的威胁。然而，为了在亚洲开展反共活动，他至少愿意与日本谈判交换情报。1936年10月24日的第二次会议上，德格拉夫提出，只有荷属东印度群岛才应被纳入任何情报交流，而山口则希望将荷兰大陆纳入其中，以挫败共产国际在阿姆斯特丹的行动（并暗中影响荷兰报纸在报道中减少对日本的批评）。第二天，1936年10月25日，托尼·洛维克就荷兰的一项潜在政策联系了山口，在该政策中，荷属东印度群岛的共产主义以及所有政治意识形态都可以与日本人合作进行镇压和监督。这是许多迹象中的第一个，表明荷兰政府并不太关心对抗共产主义，而是更关心镇压荷属东印度群岛的印尼独立运动。
尽管荷兰仍然对秘密情报交流感兴趣，但由于担心国内外的强烈反对，荷兰政府对正式与日本进行外交结盟犹豫不决。

### 挪威
作为德佔挪威和挪威合作主义者吉斯林政权的一部分，挪威國民政府加入《反共产国际公约》的问题得到了讨论，最引人注目的是1942年2月10日在奥斯陆发布的《挪威重组备忘录》。

### 波兰
1935年，波蘭曾是里宾特洛甫希望促成加入该条约的国家之一。波兰也是日本非常希望的合作伙伴，日本认为德国和波兰由于1934年的《互不侵犯条约》而相当亲密，并认为波兰非常坚定地奉行反共和反苏立场。
里宾特洛甫和诺伊拉斯与约泽夫·利普斯基和约泽夫·贝克就德波反共合作进行接触时，贝克拒绝波兰加入《反共产国际公约》，认为这不切实际。波兰加入《反共产国际公约》是约阿希姆·冯·里宾特洛甫向波兰提出的八点计划的一部分。波兰拒绝了这一提议，波兰拒绝这一提议的原因是波兰希望德国和苏联之间保持外交距离，以及对捷克斯洛伐克解体后德国侵占包围圈的军事担忧。

### 葡萄牙
葡萄牙有兴趣成为可能的成员国，特别是在西班牙加入后。作为仅有的三个在1934年9月18日投票反对苏联加入国际联盟的国家之一（除了荷兰和瑞士），它有着良好的反苏记录。然而，在1934年至1945年德国驻葡萄牙大使奥斯瓦尔德·冯·霍宁根·休恩看来，葡萄牙对英国的经济依赖以及与英国的长期外交联盟使其不太可能接受《反共产国际公约》的邀请。

### 英国
英国成员资格是里宾特洛甫在1935年10月为《反共产国际公约》最初设计的一部分。1936年，当约阿希姆·冯·里宾特洛甫成为驻英国大使时，希特勒向他明确表示，欢迎英国加入《反共产国际公约》是他的“最大愿望”。里宾特洛甫对希特勒的野心持怀疑态度，但对国王爱德华八世寄予了一些希望，里宾特洛普认为爱德华八世对德国很友好。1937年11月15日，当被问及英国政府是否收到了《反共产国际公约》的邀请时，外交部副部长罗伯特·加斯科因·塞西尔回答说，没有收到这样的邀请。

### 南斯拉夫
在米兰·斯托亚迪诺维奇担任总理期间，南斯拉夫对轴心国是友好的，德国和意大利对其在1939年1月加入持乐观态度。然而，斯托亚季诺维奇在1939年2月被赶下台，随后的德拉吉莎·茨维特科维奇政府更加谨慎和不结盟。茨维特科维奇政府在罗马尼亚、匈牙利和保加利亚与轴心国外交结盟的压力下，于1941年3月25日加入了《反共产国际公约》的继任者《三方公约》。作为回应，杜尚·西莫维奇于3月27日发动南斯拉夫政变，取消南斯拉夫加入《三方公约》。作为回应，轴心国于4月6日开始入侵南斯拉夫。

## 遗产
《反共产国际公约》最终在纽伦堡审判中发挥了重要作用，并在判处约阿希姆·冯·里宾特洛甫死刑的判决中被特别提到。

### 历史接受与史学
美国历史学家、伊利诺伊大学名誉教授保罗·W·施罗德在1958年出版的《轴心国联盟与1941年日美关系》一书中将《反共产国际公约》解释为德国和日本的外交声明，该声明没有实际军事价值，“本身几乎没有危险”。施罗德还评论了该协议导致的德日关系相当松散，以及德国和日本对该协议缺乏承诺。施罗德的结论最终认为，《反共产国际公约》延续了自19世纪90年代以来日本外交政策的一种模式，在这种模式中，日本机会主义地抓住了扩张的机会，如1894年第一次中日战争、1904年日俄战争和1915年的21项要求。
英国历史学家、后来的工党政治家鲁思·赫尼格在1985年出版的《1933-1941年第二次世界大战的起源》一书中指出，该协议的意识形态组成部分是，《反共产国际公约》强调了“法西斯主义的前进”，以“打击共产主义政权的蔓延”，但他指出，该协议的真正威胁也来自自由民主的联合王国。在2001年为《1919年巴黎和会：没有胜利的和平》撰写的一篇文章中，赫尼格还指出，德国、意大利、日本甚至英国的公众在很大程度上对外交政策和国际和平的保障不感兴趣，而那些对全球事务感兴趣的少数人往往是沙文主义和民族主义者。赫尼格还评论道，1918年至1939年两次世界大战期间，旧联盟（如英日联盟和斯特里萨阵线）解体。
作为德国联邦国防军军事史研究室系列《德国与第二次世界大战》的一部分，德国军事历史学家曼弗雷德·梅塞施密特在第一卷《德国侵略的建立》（1990年）中指出，《反共产国际公约》和整个轴心国一样，只是“将不同的政治利益拼凑在一起”。梅塞施密特还评论了希特勒在将意大利或英国纳入条约之间的矛盾心理。关于日本的角色，梅塞施密特和施罗德一样，将《反共产国际公约》视为日本既定政策的延续，但也指出，日本的内部政治机构在日本军队的利益之间存在着巨大分歧，几乎从定义上讲，东京领导层的任何行动都不能被视为整个日本体制的任何统一意见。梅塞施密特也不同意意大利加入该条约必然会给它带来反英的推动力，但意大利的加入首先奠定了该条约的基础。德国和日本的利益差异太大，日本在1937年对华战争开始后的立场太弱，无法对任何敌人、苏联或英国构成威胁。因此，梅塞施密特不同意该协议从反苏变成反英的观点，因为它实际上在1937年6月日本入侵中国时就已经停止了反苏，而不是在同年11月意大利加入该协议时。
然而，梅塞施密特确实同意，希特勒对日本的支持，源于里宾特洛甫在远东的议程，注定会损害英德关系，无论希特勒是否有意。德国采取的有利于日本和不利于中国的行动包括停止向蒋介石政府提供援助，从中国召回顾问，以及从1937年10月开始公开宣布政治支持日本的行动。根据梅塞施密特的说法，所有这些行为都必然会冒犯英国的亲中立场。
英国历史学家伊恩·克肖在2000年为阿道夫·希特勒撰写的传记中写道，希特勒批准《反共产国际条约》标志着“世界上两个最军国主义、扩张主义的大国”的外交联盟，但“该条约的象征意义比实际条款更重要”。克肖在对纳粹德国内部权力结构的解释中是“致力于元首”理论的支持者，在这一理论中，希特勒是德国国家的指导思想人物，德国政府内部的所有政治行为者（在《反共产国际公约》中：里宾特洛甫）都试图赢得希特勒的支持，事实上，这位独裁者与政府的日常事务毫不相干。